# Flundern
Flundern är en sjö i Katrineholms kommun i Södermanland och ingår i Nyköpingsåns huvudavrinningsområde. Sjön har en area på 0,0535 kvadratkilometer och ligger 52,3 meter över havet.

## Delavrinningsområde
Flundern ingår i det delavrinningsområde (654508-152601) som SMHI kallar för Vid mätstation Bjurstorp. Medelhöjden är 56 meter över havet och ytan är 8,68 kvadratkilometer. Det finns inga avrinningsområden uppströms utan avrinningsområdet är högsta punkten. Värnaån som avvattnar avrinningsområdet har biflödesordning 4, vilket innebär att vattnet flödar genom totalt 4 vattendrag innan det når havet efter 72 kilometer. Avrinningsområdet består mestadels av skog (90 procent). Avrinningsområdet har 0,33 kvadratkilometer vattenytor vilket ger det en sjöprocent på 3,8 procent.